# ارلستون (پنسیلوانیا)
ارلستون (به انگلیسی: Earlston) یک منطقهٔ مسکونی در ایالات متحده آمریکا است که در شهرستان بدفورد، پنسیلوانیا واقع شده‌است. ارلستون ۲٫۸ کیلومتر مربع مساحت و ۱٬۱۲۲ نفر جمعیت دارد.